# Ciudad Camargo
Ciudad Camargo är en ort i Mexiko.   Den ligger i kommunen Camargo och delstaten Chihuahua, i den nordvästra delen av landet, 1 100 km nordväst om huvudstaden Mexico City. Ciudad Camargo ligger 1 240 meter över havet och antalet invånare är 37 743.
Terrängen runt Ciudad Camargo är platt åt sydost, men åt nordväst är den kuperad. Runt Ciudad Camargo är det mycket glesbefolkat, med 3 invånare per kvadratkilometer. Ciudad Camargo är det största samhället i trakten. Omgivningarna runt Ciudad Camargo är i huvudsak ett öppet busklandskap.